# Odd Ditties
Odd Ditties is het achtste album van de Britse progressieve rock musicus Kevin Ayers.
Het is een verzameling van oudere opnames, uit 1969-1973, in 1976 voor het eerst door Harvest uitgebracht, terwijl Ayers nog een contract had lopen met Island.

## Tracklist
1. Soon Soon Soon (sep-69)
2. Singing A Song In The Morning (jun-70)
3. Gemini Child (jun-70)
4. Puis-Je? (nov-70)
5. Butterfly Dance (nov-70)
6. Stars (nov-70)
7. Stranger In Blue Suede Shoes (nov-70)
8. Jolie Madame (nov-70)
9. Lady Rachel (feb-72)
10. Connie On A Rubber Band (sep-72)
11. Fake Mexican Tourist Blues (sep-72)
12. Don't Sing No More Sad Songs (sep-72)
13. Take Me To Tahiti (sep-72)
14. Carribean Moon (maa-73)

## Bezetting
- Kevin Ayers: zang, gitaar (akoestisch + elektrisch), piano, orgel

Met:
- David Bedford keyboard, 1,3,9
- Robert Wyatt drums, 1
- David Sinclair orgel, 2
- Richard Sinclair basgitaar, 2
- Richard Coughlan drums, 2
- Lol Coxhill saxofoon, 3,4,5
- Mike Oldfield gitaar, basgitaar, 3,4,5,6,8
- Mick Fincher drums, 3,4,5
- Dave Dufort drums, 6,8
- Tony Carr drums, 7
- Archie Leggett basgitaar, 11,12,13
- Eddie Sparrow drums, 11,12,13,14
- Doris Troy achtergrondzang, 12
- Liza Strike achtergrondzang, 12
- Duncan Brown 11
- Keith Bachelor 14
- Harry Smith 14
- Roy Smith-Field 14